# Aeroportul Wapenamanda
Aeroportul Wapenamanda (IATA: WBM, ICAO: AYWD) este un aeroport din Enga Province⁠(d), Highlands Region⁠(d), Papua Noua Guinee.
Situat la o altitudine de 1.795 m, aeroportul dispune de o singură pistă.